# Casa Scotti

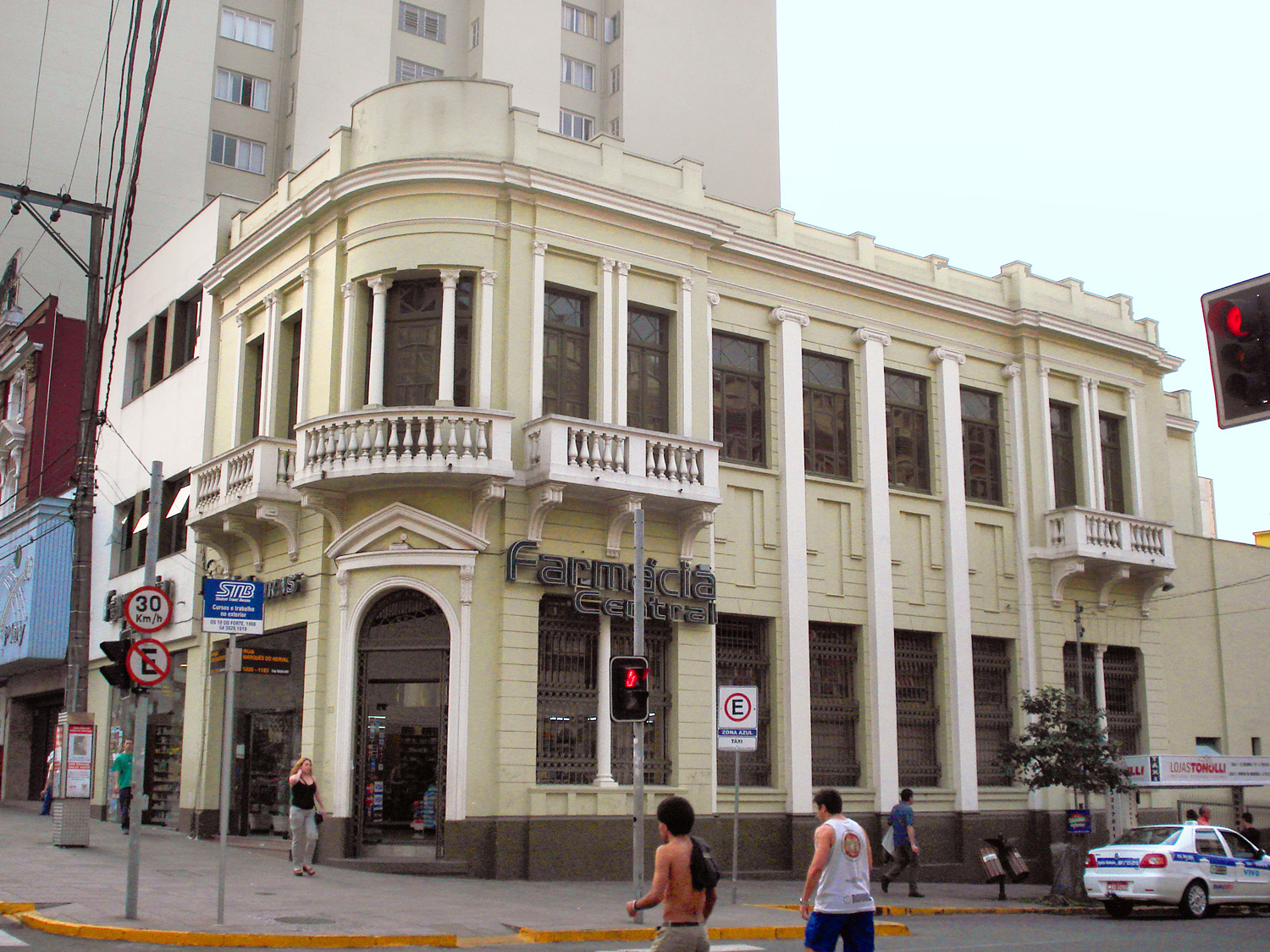
Casa Scotti

A Casa Scotti é um prédio histórico localizado no Centro Histórico de Caxias do Sul, Brasil, à esquina da avenida Júlio de Castilhos com a rua Marquês do Herval, junto à Praça Dante Alighieri.
É um dos raros sobrados em estilo eclético remanescentes do início do século XX. A casa foi erguida em 1920, então propriedade de Hidalino Salvador e João Sartori, mas sua configuração atual possivelmente se deve a reformas efetuadas pelo Banco Popular do Rio Grande do Sul, que adquiriu o imóvel em 1927. Entre 1932 e 1935 foi sede do Banco Regional do Rio Grande do Sul, e em 1935 foi comprado pela família de Álvaro Scotti para servir de residência no andar superior e casa comercial no térreo, que foi ocupado por várias empresas e outros bancos até 1992, quando a casa foi adquirida pela empresa Grezzana & Grazziotin Ltda., que ali instalou a Farmácia Central.
A entrada do piso térreo se localiza na esquina, com uma grande porta em arco redondo emoldurada por um frontispício em edícula. À esquerda foi aberta, em tempos mais recentes, uma outra porta, descaracterizando a elegante distribuição de aberturas. Segue à direita uma janela com mainel de coluneta coríntia, mais uma série de janelas retangulares e uma última janela também com mainel. Estas aberturas possuem grades de ferro forjado.
No piso superior, há sobre a esquina uma sacada central curva, com coluninhas coríntias ladeando a porta, e duas laterais, retas, com pilastras delgadas da mesma ordem. Outras janelas seguem o ritmo do piso térreo, terminando com uma outra sacada semelhante às demais. Grandes pilastras de fuste listo e capitel jônico atravessam de cima abaixo a fachada, separando as aberturas. A entrada para este piso se dá pela traseira da casa, com uma escadaria externa em vários lances levando à porta. Acima do prédio, uma cornija saliente e uma platibanda sem adornos. O frontispício que coroa o prédio teve seu florão de arremate removido em época desconhecida. Existe um interessante trabalho de decoração geométrica em baixo-relevo no entrepiso. A Casa Scotti foi restaurada há poucos anos, e inscrita no Livro Tombo do Município de Caxias do Sul em 25 de agosto de 2004.